# Andoni Ortuzar
Pour les articles homonymes, voir Ortuzar (homonymie).
Andoni Ortuzar Arruabarrena (né le 13 juillet 1962 à Abanto-Zierbena) est un journaliste et un homme politique espagnol, président du Parti nationaliste basque entre 2013 et 2025.